# Framabook

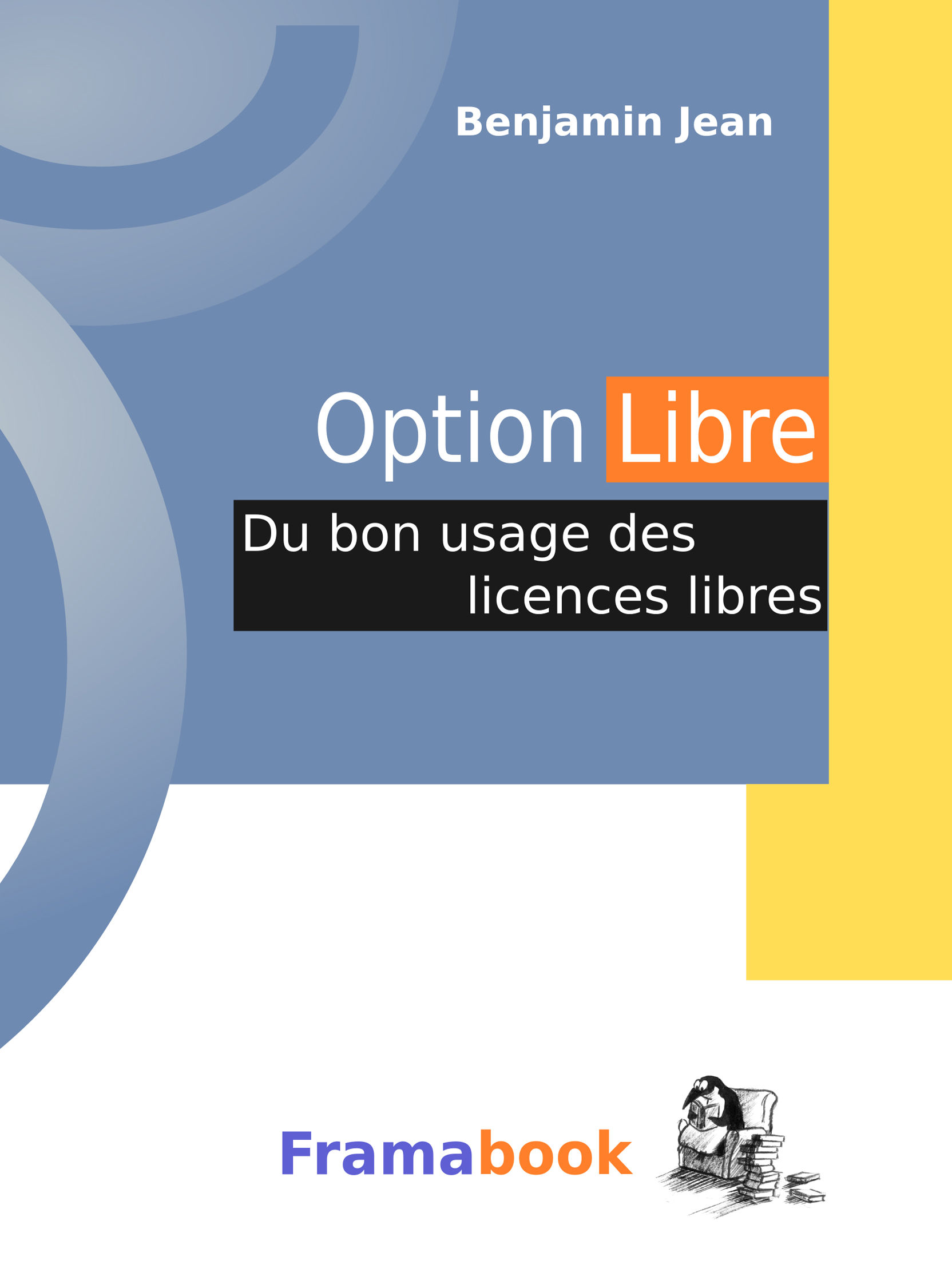
Option Libre, du bon usage des licences libres, par Benjamin Jean.

Framabook est une collection de livres libres active de mai 2006 à 2021, éditée par Framasoft et coordonné par Christophe Masutti.

## Caractéristiques
Exploitant une méthode de travail collaboratif entre l'auteur et des bénévoles de l'association, la collection dispose d'un comité de lecture et d'un comité éditorial. Elle propose des manuels, des essais, des bandes dessinées et des romans portant sur les logiciels libres et la culture libre en général. Le choix des licences qui les accompagnent les inscrit dans la culture libre et la participation aux biens communs.
Le slogan du projet Framabook est « le pari du livre libre ». Se démarquant de l'édition classique, ces livres sont en effet dits libres parce qu'ils sont placés sous des licences (Creative Commons By-Sa, Art Libre…) qui permettent au lecteur de disposer des mêmes libertés qu'un utilisateur de logiciels libres. Il est ainsi possible d'utiliser, copier, modifier et distribuer ces livres en téléchargeant librement (et gratuitement) leurs versions numériques sur le site qui héberge le projet. Tous les livres sont considérés comme autant de projets qui évoluent dans le temps et peuvent donc être mis à jour grâce aux contributions des lecteurs ou au gré des auteurs (par exemple un manuel peut être modifié en cas de mise à jour du logiciel sur lequel il porte, et un essai peut lui aussi comporter des éléments d'actualité…). Le pari est donc de laisser en libre circulation les versions numériques (contribuant ainsi à diffuser le logiciel libre en question) sans sacrifier à la réussite économique du projet. Les versions papier des livres sont vendues sur la boutique en ligne de l'association Framasoft : EnVenteLibre.org. Ces ventes permettent d'encourager les auteurs et aident le projet à établir un budget équilibré tout en proposant des « objets-livres » dont la qualité s'améliore toujours. Il est également à noter que les auteurs souscrivent un contrat dit de licence non exclusive leur permettant de toucher un pourcentage sur la vente des livres papiers mais leur permettant aussi de ne pas se sentir liés à l'éditeur sur le modèle classique de la cession de droit d'auteur.
La collection Framabook comporte plus d'une vingtaine de volumes (manuels et essais, bandes dessinées, romans)[Quand ?].

## Cessation d'activité
En 2021, Framabook a mis fin à son activité, laissant apparaître sur son site web une mention redirigeant vers la nouvelle maison d'édition de Framasoft : Des livres en communs .
Sur le site de cette dernière, Framasoft justifie cette décision en expliquant qu'à cause de l'organisation du marché, le modèle économique de Framabook ne permettait pas aux auteurs d'être réellement indépendants malgré la licence libre.
Le modèle de cette nouvelle maison d'édition est de rémunérer directement les auteurs par une bourse, une allocation forfaitaire versée dès la signature de convention, au début du projet de rédaction qui sera accompagné par un éditeur, membre bénévole de l'association.